# Придача (Воронеж)
Придача — историческая часть города города Воронежа в Воронежской области России. Находится на территории Левобережного района города. До упразднения уездно-губернского деления — слобода в Воронежском уезде Воронежской губернии, волостной центр Придаченской волости.

## География
Слобода располагалась на левом берегу реки Воронеж. Соединялась с городом по Чернавскому (Придаченскому) мосту. Также на левом берегу рядом располагались: деревня Отрожка и слобода Монастырщенка.
Также в Придаче располагается Лебединое озеро.

## История

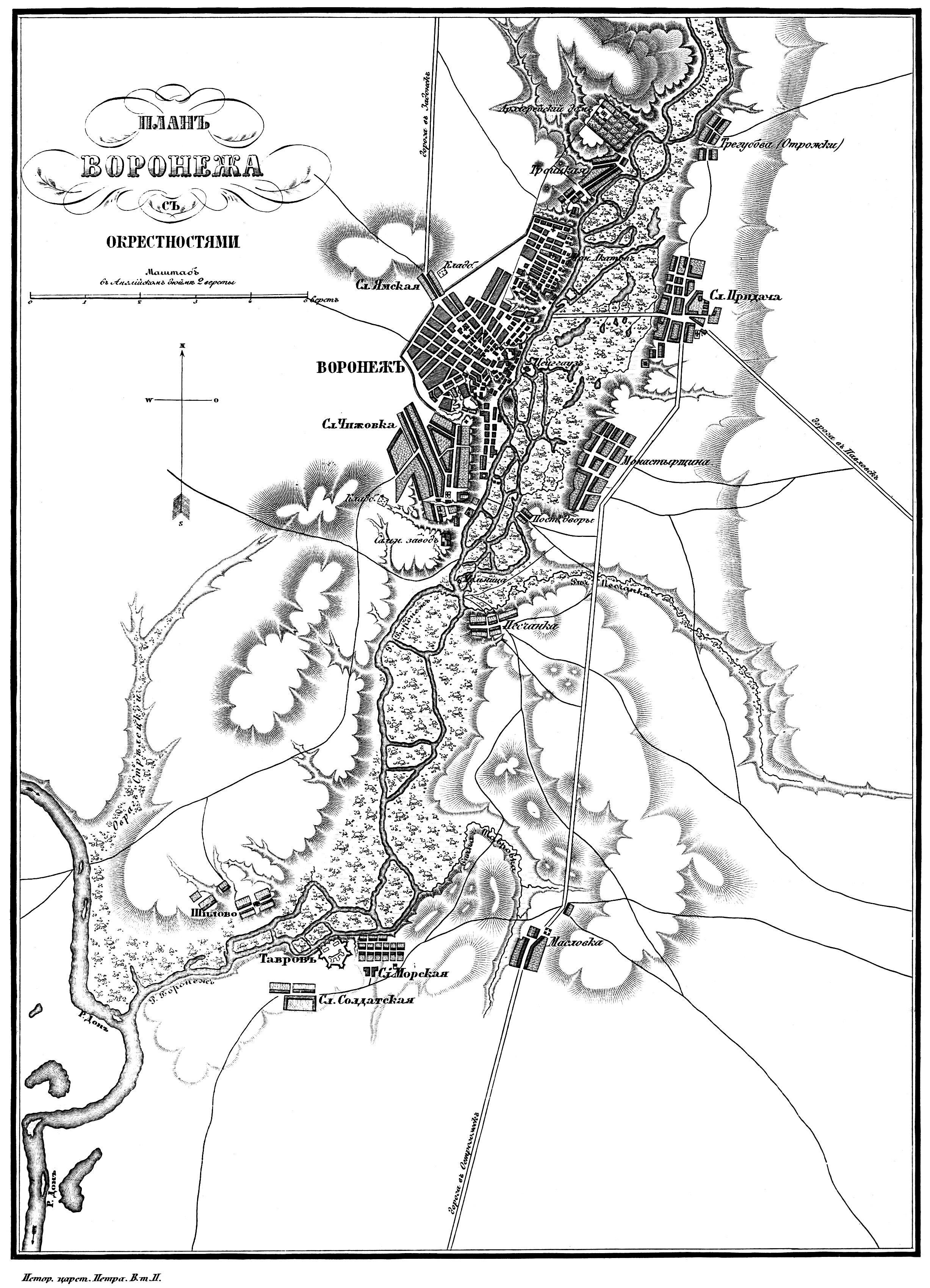
План города Воронеж. Приблизительно 1-я половина XIX века

Слобода Придача была основана в 1587 году, как придаточные земли казаков, которые охраняли город от набегов крымчан, турок. Отсюда слобода и получает название.
В Придаче была церковь Рождества Христова, упоминающаяся с 1680 года. В 1856 году строится последняя каменная церковь. Церковь — приходской центр ближайших селений.
В селении были развит промысел плетения канатов, располагались кузни. В XVIII веке располагались корпуса суконной мануфактуры Тулиновых.
Придача была в XIX—XX веках центром Придаченской волости. В которую входили: слобода Придача, село Отрожка, слобода Монастырщенка, деревня Песчанка, Алексеевка и выселки Монастырские дворики.
В 1898 году возле слободы строительство железнодорожной станции Придача.
Включена в состав города в 1930 году как рабочий посёлок Придаченский.
По имени бывшей слободы также названы: аэродром Придача, железнодорожная станция Придача и рынок.

## Население
В 1798 году в Придаче проживало 2168 человек. Население представлено было экономическими крестьянами, посадскими людьми, мещанами и однодворцами.